# Линия Рокавей, Ай-эн-ди
Линия Рокавей, Ай-эн-ди (англ. IND Rockaway Line) — линия Нью-Йоркского метро, эксплуатировавшаяся «Независимой системой метрополитена» (IND) и ныне входящая в состав Дивизиона B. Обслуживает район Куинс. Линия ответвляется от линии Фултон-стрит после станции Рокавей-бульвар, проходит над бухтой Джамейка на полуостров Рокавей. Обслуживается круглосуточно маршрутами A и S (челнок Рокавей-парка).

## История
История линии восходит ещё к 1880 году, когда 26 августа Лонг-Айлендская железная дорога открыла движение по этой ветке. 17 июля 1898 года компания Бруклинские эстакадные железные дороги (Brooklyn Elevated Railroad) дала разрешение на использование на линии собственных вагонов. Популярность линии резко возросла. Кроме того, трамвайная компания Ocean Electric Railway использовала часть линии для соединения с ветками на Фар-Рокавей (Far Rockaway) и на Рокавей-Бич (Rockaway Beach).
23 мая 1950 года на перегоне между станцией Брод-Чаннел и ныне снесённой станцией Раунт произошёл крупный пожар, уничтоживший мост через бухту Джамейка. В связи с этим ветка была признана бесполезной. Вместо ремонта моста, Лонг-Айлендская железная дорога решила снести данную ветку и использовать сухопутный маршрут до Фар-Рокавея через округ Нассо. Но город купил у Лонг-Айлендской железной дороги этот участок за 8 миллионов долларов и потратил ещё 47,5 миллионов на перестройку линии под стандарты метрополитена, что планировалось сделать ещё в конце 1920-х.
Линия была включена в состав «Независимой системы метрополитена» и присоединена к линии Фултон-стрит. Все станции открылись заново 28 июня 1956 года, за исключением станции Фар-Рокавей — Мотт-авеню, которая открылась только 16 января 1958 года. Перегон между станциями Хауард-Бич — Аэропорт имени Джона Кеннеди и Брод-Чаннел, включающий пересечение бухты Джамейка, является самым длинным перегоном между двумя станциями во всей системе.
До 1975 года на линии к югу от Хауард-Бич — Аэропорт имени Джона Кеннеди действовал двойной тариф: приехавшие из основной части метрополитена платили второй раз при выходе, входящие платили двойную сумму, а те, чья поездка и начиналась, и заканчивалась на этом участке линии, при входе получали документ, дающий право на возврат разницы при выходе. Но такой тариф был настолько непопулярен, что в 1975 году его отменили.
В 1993 году было значительно улучшено сервисное обслуживание линии: были запущены прямые ночные рейсы между Фар-Рокавеем и Манхэттеном. До этого пассажиры могли в эти часы могли пользоваться лишь челноком с пересадкой на станции Юклид-авеню (ветку на Рокавей-парк ночью продолжал обслуживать челнок с пересадкой на станции Брод-Чаннел).
В конце 1990-х севернее станции Брод-Чаннел были введены в строй внешние пути. Путь, располагающийся к западу от основных путей, продолжается менее 2 миль и используется для проверки оборудования. Восточный путь имеет длину стандартного поезда метро и используется для разворота составов челнока Рокавей-парка. Этот путь позволил челноку разворачиваться намного быстрее, чем раньше. Тогда поезда разворачивались на станции Хауард-Бич — Аэропорт имени Джона Кеннеди или на Юклид-авеню.
Часть линии южнее станции Хауард-Бич — Аэропорт имени Джона Кеннеди серьёзно пострадала из-за урагана «Сэнди» и была закрыта на реконструкцию на несколько месяцев. 20 ноября 2012 года начал свою работу временный челночный маршрут H, курсирующий между станциями Фар-Рокавей — Мотт-авеню и Бич 90-я улица (через Хаммельский треугольник). 30 мая 2013 года восстановлено движение по стандартной схеме.

## Список станций
Проходящие по линии маршруты в зависимости от дня недели и времени суток
| Акуидакт-Рейстрак — Хауард-Бич — Аэропорт имени Джона Кеннеди | День + вечер | Выходные       | Ночь |
| ------------------------------------------------------------- | ------------ | -------------- | ---- |
| Локальные пути                                                | A            | (только летом) | A    |

| Бич 90-я улица — Рокавей-парк — Бич 116-я улица | Часы пик                     | Остальное время          |
| ----------------------------------------------- | ---------------------------- | ------------------------ |
| Локальные пути                                  | A · S (челнок Рокавей-парка) | S (челнок Рокавей-парка) |
| — в пиковом направлении, часть рейсов           |                              |                          |

| Бич 67-я улица — Фар-Рокавей — Мотт-авеню | Круглосуточно |
| ----------------------------------------- | ------------- |
| Локальные пути                            | A             |

| Условные обозначения |
| для дней и часов работы маршрутов (более точно указано во всплывающих подсказках при этих обозначениях): |
| --- |
| круглосуточно круглосуточно, кроме ночи круглосуточно, кроме будней днём (либо часов пик) в пиковом направлении в будни днём (и, возможно, вечером) в будни круглосуточно в часы пик в будни днём (либо в часы пик) в пиковом направлении в будни днём (либо в часы пик) в направлении, обратном пиковому в выходные ночью ночью и в выходные (и, возможно, вечером) нет движения поездов |

| A — круглосуточно · A — круглосуточно · S (челнок Рокавей-парка) — в выходные летом · S (челнок Рокавей-парка) — в выходные летом · S (челнок Леффертс-бульвара) — ночью · S (челнок Леффертс-бульвара) — ночью |  | |
| |  | |
| |  | A — круглосуточно, кроме ночи · A — круглосуточно, кроме ночи · S (челнок Леффертс-бульвара) — ночью · S (челнок Леффертс-бульвара) — ночью |
| |  | |

| AirTrain JFK[англ.] |

| A — круглосуточно · A — круглосуточно · S (челнок Рокавей-парка) — в выходные летом · S (челнок Рокавей-парка) — в выходные летом · S (челнок Леффертс-бульвара) — ночью · S (челнок Леффертс-бульвара) — ночью |  | |
| |  | |
| |  | A — круглосуточно, кроме ночи · A — круглосуточно, кроме ночи · S (челнок Леффертс-бульвара) — ночью · S (челнок Леффертс-бульвара) — ночью |
| |  | |

| AirTrain JFK[англ.] |

|  |

|  |  |

|  |

|  |  |

|  |

|  |  |

| Станция                        | Доступ для людей с ограниченными возможностями | Тип (по данным MTA) | Пути у платформ | Дата открытия | Маршруты | Пересадки |
| ------------------------------ | ---------------------------------------------- | ------------------- | --------------- | ------------- | --- | --------- |
| Бич 90-я улица                 |                                                | эстакадная          | все             | 1880          | A — часть рейсов в часы пик в пиковом направлении · A — часть рейсов в часы пик в пиковом направлении · S (челнок Рокавей-парка) — круглосуточно · S (челнок Рокавей-парка) — круглосуточно |           |
| Бич 98-я улица                 |                                                | эстакадная          | все             | 1903          | A — часть рейсов в часы пик в пиковом направлении · A — часть рейсов в часы пик в пиковом направлении · S (челнок Рокавей-парка) — круглосуточно · S (челнок Рокавей-парка) — круглосуточно |           |
| Бич 105-я улица                |                                                | эстакадная          | все             | 1880          | A — часть рейсов в часы пик в пиковом направлении · A — часть рейсов в часы пик в пиковом направлении · S (челнок Рокавей-парка) — круглосуточно · S (челнок Рокавей-парка) — круглосуточно |           |
| Рокавей-парк — Бич 116-я улица | Доступность для маломобильных групп населения  | наземная            | все             | 1882          | A — часть рейсов в часы пик в пиковом направлении · A — часть рейсов в часы пик в пиковом направлении · S (челнок Рокавей-парка) — круглосуточно · S (челнок Рокавей-парка) — круглосуточно |           |
| Линия заканчивается            |                                                |                     |                 |               | |           |

| Станция                   | Доступ для людей с ограниченными возможностями | Тип (по данным MTA) | Пути у платформ | Дата открытия | Маршруты                              | Пересадки                       |
| ------------------------- | ---------------------------------------------- | ------------------- | --------------- | ------------- | ------------------------------------- | ------------------------------- |
| Бич 67-я улица            | Доступность для маломобильных групп населения  | эстакадная          | все             | 1888          | A — круглосуточно · A — круглосуточно |                                 |
| Бич 60-я улица            |                                                | эстакадная          | все             | 1892          | A — круглосуточно · A — круглосуточно |                                 |
| Бич 44-я улица            |                                                | эстакадная          | все             | 1922          | A — круглосуточно · A — круглосуточно |                                 |
| Бич 36-я улица            |                                                | эстакадная          | все             | 1885          | A — круглосуточно · A — круглосуточно |                                 |
| Бич 25-я улица            |                                                | эстакадная          | все             | 1928          | A — круглосуточно · A — круглосуточно |                                 |
| Фар-Рокавей — Мотт-авеню  | Доступность для маломобильных групп населения  | эстакадная          | все             | 1869          | A — круглосуточно · A — круглосуточно | \| Фар-Рокавей (LIRR)[англ.] \| |
| Линия заканчивается       |                                                |                     |                 |               |                                       |                                 |
| Фар-Рокавей (LIRR)[англ.] |                                                |                     |                 |               |                                       |                                 |

| Фар-Рокавей (LIRR)[англ.] |